# Kalle Anka som brandsoldat
Kalle Anka som brandsoldat (även Kalle Anka som brandchef) (engelska: Fire Chief) är en amerikansk animerad kortfilm med Kalle Anka från 1940.

## Handling
Kalle Anka och Knattarna är brandmän och sköter en brandstation. De får larm om en brand och beger sig snabbt iväg för att släcka branden. De inser ganska snart att det är stationen som brinner.

## Om filmen
Filmen hade svensk premiär den 8 december 1941 på Sture-Teatern i Stockholm och ingick i kortfilmsprogrammet Kalle Anka bjuder på fest, tillsammans med fem kortfilmer till; Kalle Anka på tivoli, Plutos lekkamrat, Kalle Anka i hönshuset, Höjden av surfing (ej Disney) och Jan Långben och trollkofferten. Efteråt visades dessutom den svenska kortfilmen Tomten.

## Rollista
- Clarence Nash – Kalle Anka, Knatte, Fnatte och Tjatte[7]